# 荒川村 (兵庫県)
荒川村（あらかわむら）は、兵庫県飾磨郡にあった村。現在の姫路市中心部の西方一帯にあたる。

## 地理
- 河川：水尾川

## 歴史
- 1889年（明治22年）4月1日 - 町村制の施行により、飾西郡町坪村・苫編村・玉手村・中地村・岡田村・井口村・西庄村・土山村の区域をもって発足。
- 1896年（明治29年）4月1日 - 所属郡が飾磨郡に変更。
- 1936年（昭和11年）4月1日 - 姫路市に編入。同日荒川村廃止。

## 交通

### 鉄道路線
村域を鉄道省の山陽本線・播但線が通過したが、駅は所在しなかった。